# Karl Isak Edblom

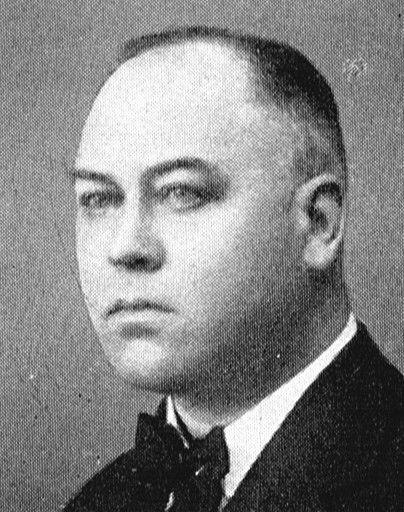
Karl Isak Edblom.

Karl Richard Isak Edblom (även Rikard), född 4 augusti 1885 i Adolf Fredriks församling, Stockholm, död 4 december 1934 i Gustav Vasa församling, var en svensk byggnadsingenjör och byggmästare.

## Biografi
Karl Edblom var son till byggmästaren Richard Edblom och Maria Josefina Jonsson som både härstammade från Kyrkefalla socken i Västergötland och inflyttade till Stockholm 1881. Han avlade studentexamen i Stockholm 1904 och studerade vid KTH i Stockholm 1905–1906. Därefter flyttade han till Berlin för att fortsätta sina studier vid Technische Universität Berlin 1908–1909. Åter i Stockholm arbetade han mellan 1910 och 1911 hos civilingenjören Fritz Söderbergh och därefter hos sin far byggmästaren Richard Edblom. 1912 öppnade han egen byggverksamhet. I september 1916 godkändes han som byggmästare av Stockholms byggnadsnämnd och blev 1919 medlem i Stockholms byggmästareförening. Edbloms byggverksamhet drabbades av första världskrigets materialbrist och nästan inställd bostadsproduktion. Han klarade sig genom att uppföra diverse industribyggnader och utföra några slottsrestaureringar.

## Utförda arbeten (urval)

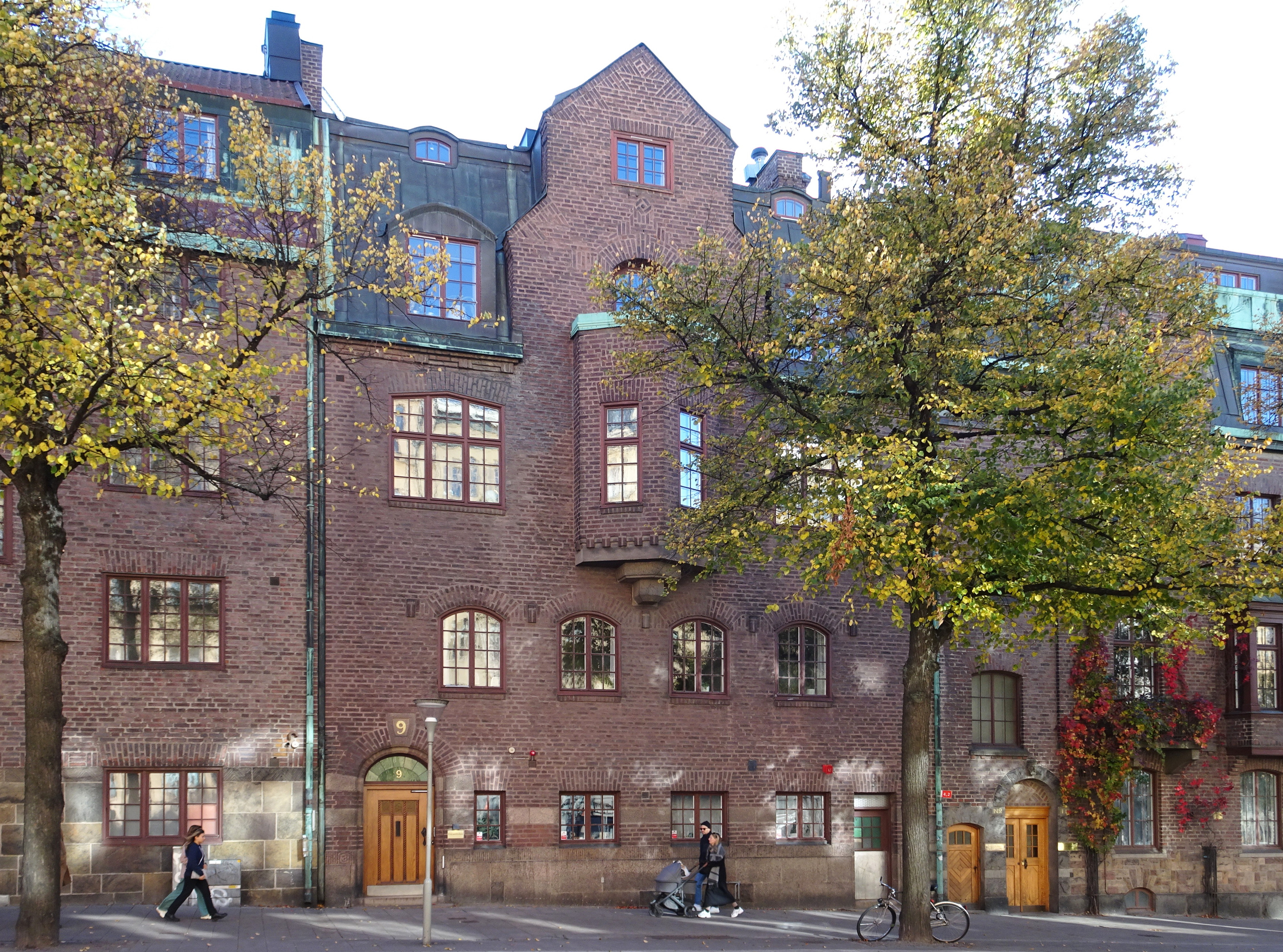
Tofslärkan 4, Odengatan 9.

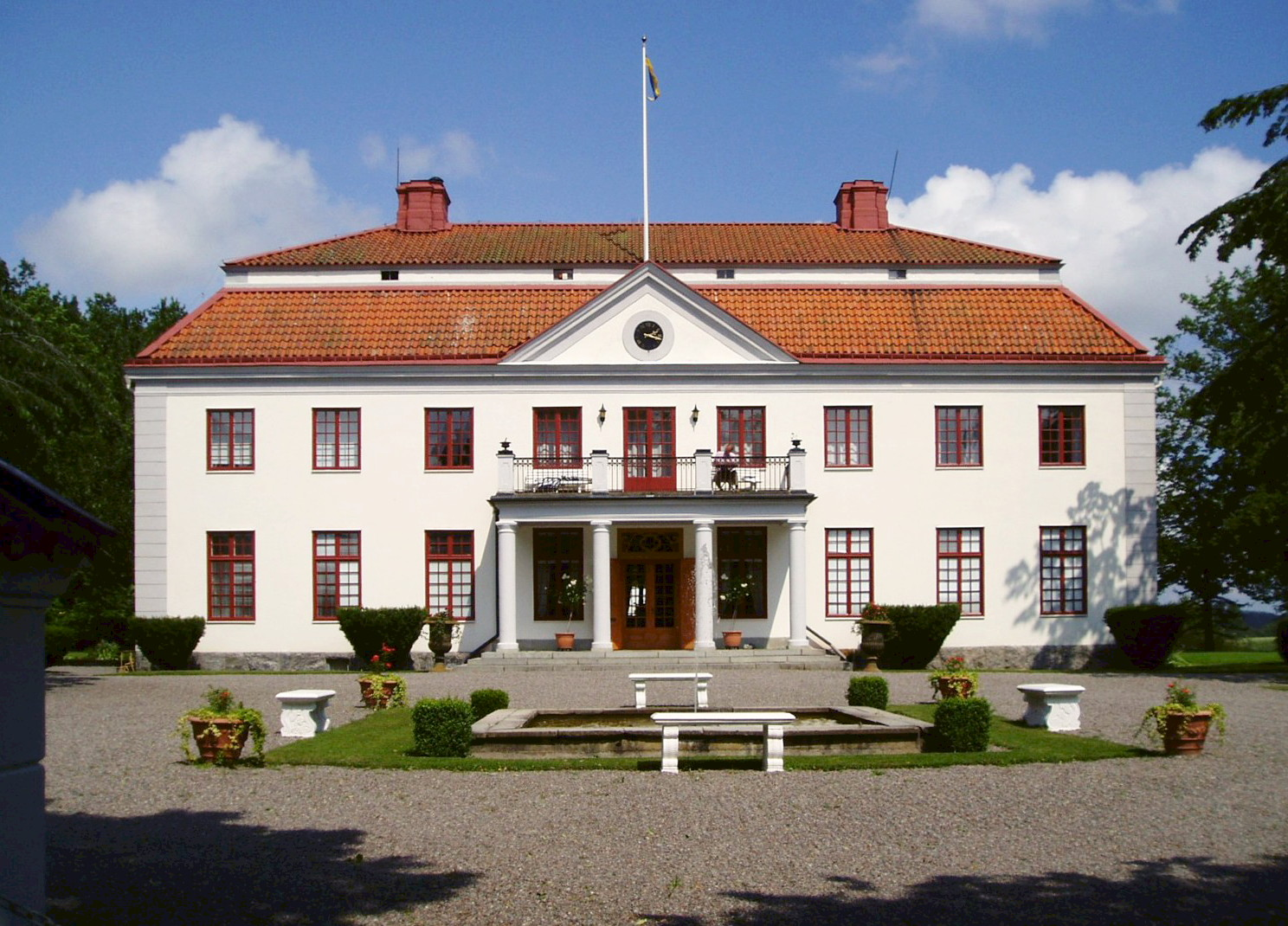
Hammerstas huvudbyggnad.

- Tofslärkan 4, Odengatan 9, tillsammans med sin far, Rikard Edblom (1912-1914)[4]
- Rosersbergs slott, restaurering (1912)
- Bultfabriks AB Hallstahammar, diverse byggnader (1913-1914)
- Hammersta, huvudbyggnad, (1914-1915)
- AB Husqvarna Stockholm, diverse byggnader (1914-1915)
- AB Galco, i kvarteret Blästern, Stockholm, verkstadsbyggnad (1916-1917), riven
- Ådö slott, restaurering (1918-1919)
- Holmens bruk, disponentbostad (1919)
- Hjulsta slott, restaurering (1919-1920)
- Ulriksdals slott, restaurering (1912-1923)